# 佩尼希
佩尼希（德語：Penig，發音：[ˈpeːnɪç] ⓘ）是德国萨克森州中萨克森县的城市，面积63.37平方千米，2023年12月31日人口为8,340人。